# Tuleja
Tuleja – w budowie maszyn element mechanizmów i maszyn posiadający różne zastosowanie (np. cylinder). Tuleja ma kształt wydłużonego pierścienia lub wydrążonego walca.
Spotyka się tuleje wykonane z niemal każdego materiału stosowanego w budowie maszyn w zależności od przeznaczenia tulei.